# اسمیرنا، شهرستان پاپ، آرکانزاس
اسمیرنا (به انگلیسی: Smyrna) یک منطقهٔ مسکونی در ایالات متحده آمریکا است که در شهرستان پوپ، آرکانزاس واقع شده‌است. اسمیرنا ۲۸۱٫۹۴ متر بالاتر از سطح دریا واقع شده‌است.